# Légyölő pókszázlábú

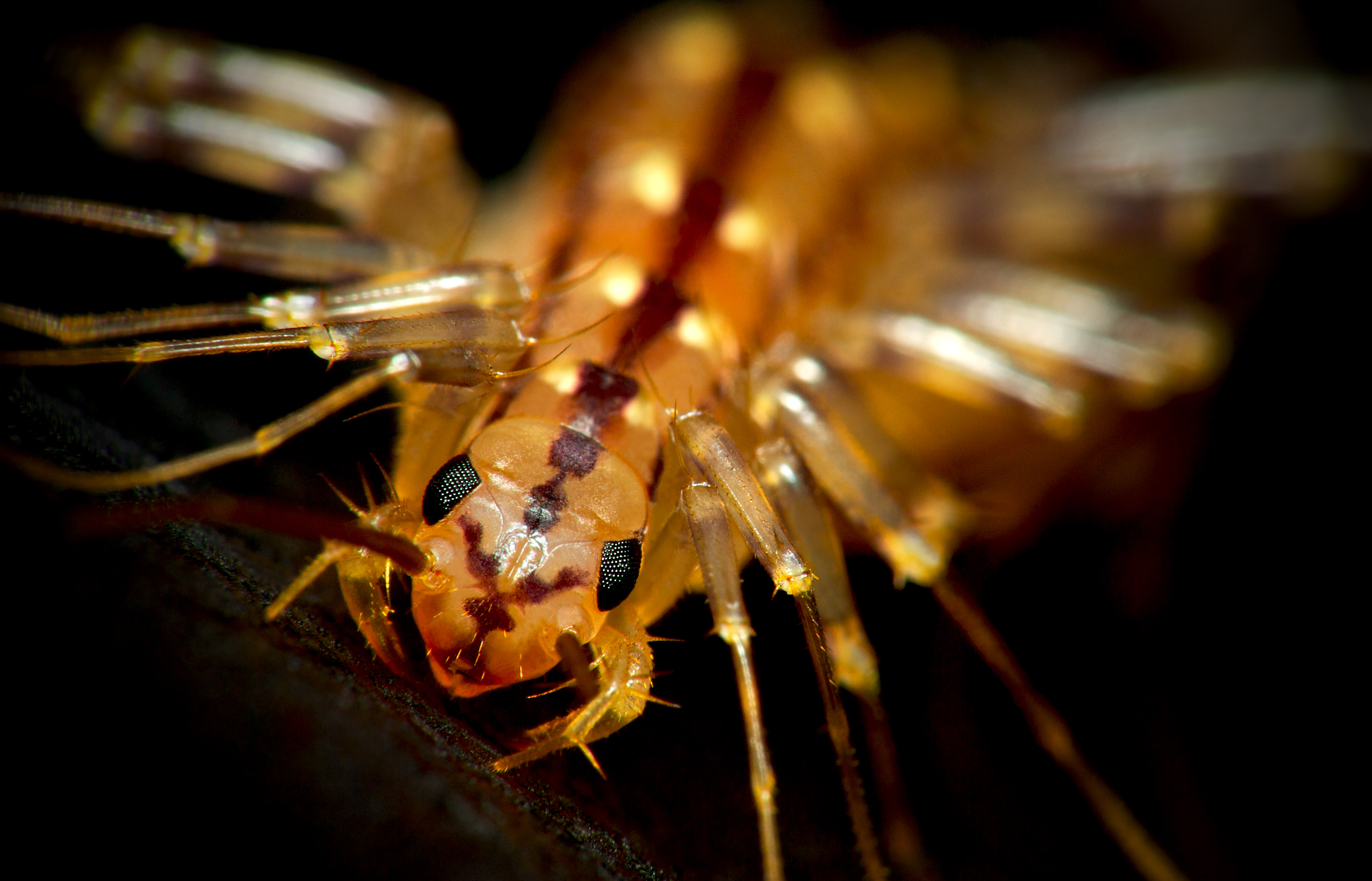
A légyölő pókszázlábú

A légyölő pókszázlábú (Scutigera coleoptrata) rendszertanilag az ízeltlábúak (Arthropoda) közül a soklábúak (Myriapoda) altörzsének százlábúak (Chilopoda) osztályába tartozik. A százlábúakon belül a négy ismert rend egyikének, a Scutigeromorpha rendnek az egyetlen hazai képviselője. Eredetileg a Földközi-tenger mediterrán vidékén honos, de Európa északabbi részén is elterjedt, meleg, sziklás helyeken, illetve lakásokban, ahová az emberek magukkal hurcolták. Ragadozó, mint minden más százlábú, főként kisebb ízeltlábúakkal, férgekkel táplálkozik.  Leggyakoribb zsákmánya rovarok és pókok közül kerül ki. Jól lát, hosszú lábaival gyorsan mozog.
1881-ben Tömösváry Ödön, a tragikusan rövid tudományos pályát megélő magyar entomológus a légyölő pókszázlábú légzőszervéről írta doktori disszertációját.

## Testfelépítése
Testmérete (lábak nélkül) 20–25 milliméter. Tizennyolc testszelvénye van, ebből tizenötön egy pár hosszú, pókszerű járóláb van. A fej mögötti szelvényen minden százlábúhoz hasonlóan egy pár módosult állkapcsi láb található, amelynek végén méregkarmok vannak. A méregmirigy a tőízben helyezkedik el. Utolsó lábpárja hosszú, vékony, kicsit a fejen lévő csápokra hasonlít. A fejen látható az ízeltlábúak többségére jellemző, elsőként Tömösváry Ödön által leírt és később róla elnevezett Tömösváry-szerv, amely kémiai és/vagy hőmérsékleti változásokat érzékelő érzékszerv.
A százlábúak zsákmányukat mindig a méregkarommal ellátott állkapcsi lábukkal ragadják meg. A méreg megbénítja az áldozatot, amelyet így könnyű elfogyasztani. A fajok többségének mérge az emberre nem veszélyes, a méregkarmok csak a nagyobb termetű fajoknál képesek az ember bőrét átlyukasztani. A hazai fajok többsége, így a pókszázlábú is csak a legvékonyabb helyeken tudja az embert megharapni, így például a körömágy szélén. Ilyenkor a marás méhcsípéshez hasonló tüneteket okoz, de a fájdalom gyorsan elmúlik. A nagyobb trópusi fajok, főleg a szkolopendrák (pl. Scolopendra gigantea) mérge ödémás duzzanatot, nyirokmirigy-daganatot, akár időleges helyi bénulást is okozhat. A pókszázlábúak, a többi százlábúhoz hasonlóan, csak végső esetben marnak, ha megfogják őket vagy ha véletlenül rájuk lépnek, rájuk feküdnek, hiszen az embert sosem tekintik zsákmánynak. A Délkelet-Ázsiában élő óriás pókszázlábú (Thereuopoda longicornis) tenyérnyi, 25 cm-es testhosszt és 30 cm-es lábfesztávolságot is elérhet, de marni ő is csak akkor mar, ha meg akarják fogni.
A légyölő pókszázlábú hosszú lábain gyorsan fut. Teste mozgás közben sem kígyózik, mint a többi százlábúé, hanem mindig egyenes. A merev testhez kapcsolódó vékony lábak teszik lehetővé a meglepő, 0,4 m/s sebességet.  Ez azt jelenti, hogy másodpercenként testhosszának hússzorosát teszi meg. Mindezt bármilyen felületen, nemcsak a függőleges falakon, hanem a mennyezeten is. Ilyen sebességre – testméretéhez képest – még az abszolút sebességi rekorder gepárd sem képes.
A test sárgásszürke, hátán három sötétbarna színű csík fut végig hosszirányban, a lábak is sötéten csíkozottak. A százlábúak közül egyedül a pókszázlábú-alakúak rendjénél találunk jól fejlett, a rovarokéhoz hasonló összetett szemet, amellyel a gyors zsákmányszerzéshez szükséges képalkotásra is képesek..

## Életmódja
Főként éjszakai állat, nappal az avarban vagy kövek alatt, illetve lakásban a bútorok mögött, padló- és falrepedésekben rejtőzik. Aktív ragadozó, gyorsaságát a zsákmányszerzés közben teljes mértékben kihasználja. Lerohanja a legyeket, pókokat – illetve bármilyen ízeltlábút, sőt csigákat és férgeket, ami az útjába akad –, állkapcsi lábaival megragadja és megmérgezi a zsákmányt. Fejlett szeme ellenére vadászat közben általában a hosszú csápok tapintó- és szaglóérzékére, valamint a szőrös lábak tapintására hagyatkozik. A számára veszélyt jelentő állatokat (darazsak, méhek) messzire elkerüli, képes különbséget tenni a lehetséges préda és fenyegetés között (ezért nem támadja az embert sem).
Tracheáinak nyílásai nem zárhatóak, így a kiszáradást és a túlzott hideget egyaránt igyekszik elkerülni. Szabadban a nagyobb sziklák alatt, avarban vagy fakorhadékban, növényi törmelék között található. Az emberi lakásokban leggyakrabban a pincékben, fürdőszobában és WC-ben tűnik fel, mert itt általában elég magas a páratartalom. De megtalálható a szárazabb helyeken is, a lakás bármely részén. Tavasszal általában kiköltöznek a szabadba, ősszel vissza a lakásba, de nagyon száraz, meleg időjárás esetén ez fordítva is előfordul.
Amikor nem vadászik, lábait és csápjait gyakran tisztogatja szájszerveivel.

## Szaporodása
Környezettől függően 3–7 évig él. Csak a harmadik évtől szaporodik. Párzáskor a hím és a nőstény egymás körül köröz, csápjaikkal tapogatják egymást. A hím a spermatokot a talajra helyezi, a nőstény felveszi és ivarnyílásába teszi. Beszámoltak a faj kapcsán szülői gondoskodásról is, a nőstény a petéket és a lárvákat akár hetekig is őrzi.
Petéit tavasszal, egyesével rakja le, néhány napos időközökben. Laboratóriumi körülmények között 24 vizsgált példány átlagosan 63 darab, legfeljebb 151 petét rakott. A kikelő lárvák a kifejletthez hasonlóak, de kevesebb testszelvénnyel – ezzel együtt lábpárral – rendelkeznek, először mindössze néggyel. A szelvények és a lábpárok száma a vedlések során növekszik, a hatodik vedlés után eléri a 15-öt. A lábpárok számának növekedése: 4–5–7–9–11–13–15 pár a vedlések sorrendjében.

## Elterjedése
A Földközi-tenger térségében őshonos. Európa nagy részén, Ázsiában és Észak-Amerikában gyakori. Amerikába valószínűleg először Mexikóba és Guatemalába hurcolták be, mára már Kanadába is megérkezett. Az Amerikai Egyesült Államokban Pennsylvania területén 1849-ben regisztrálták először, New Yorkban 1885-ben, Massachusetts és Connecticut államokban körülbelül 1890-ben. Hazánkban az egyetlen pókszázlábúfaj, rendjének különleges képviselőjeként és általános hasznossága miatt védelemre érdemes.
2009-ben Virginiában és Kaliforniában is megjelent. Dél-Afrikában, Kelet- és Délkelet-Ausztráliában, Tasmaniában, Új-Zélandon és Dél-Koreában is feltűnt.

## Galéria

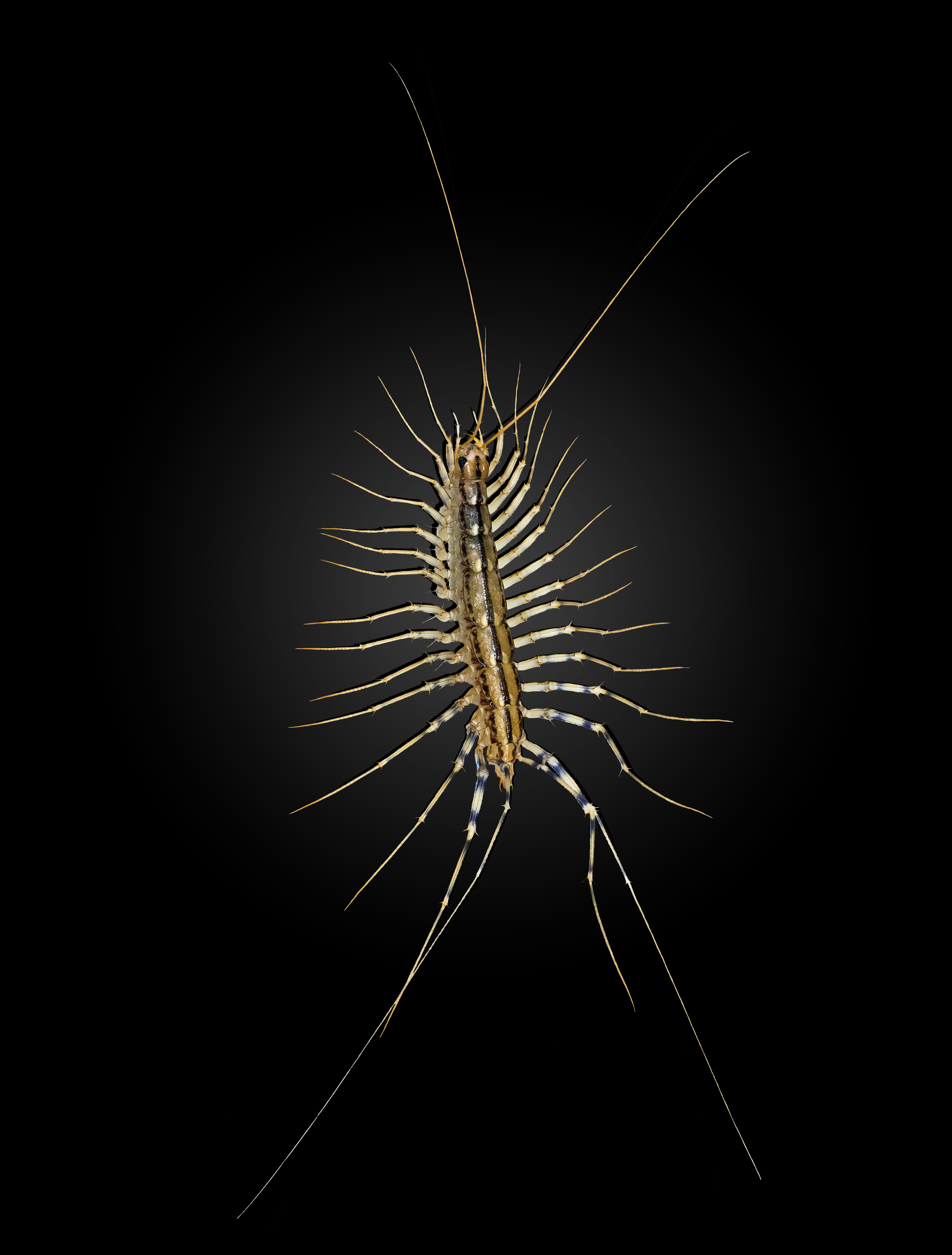
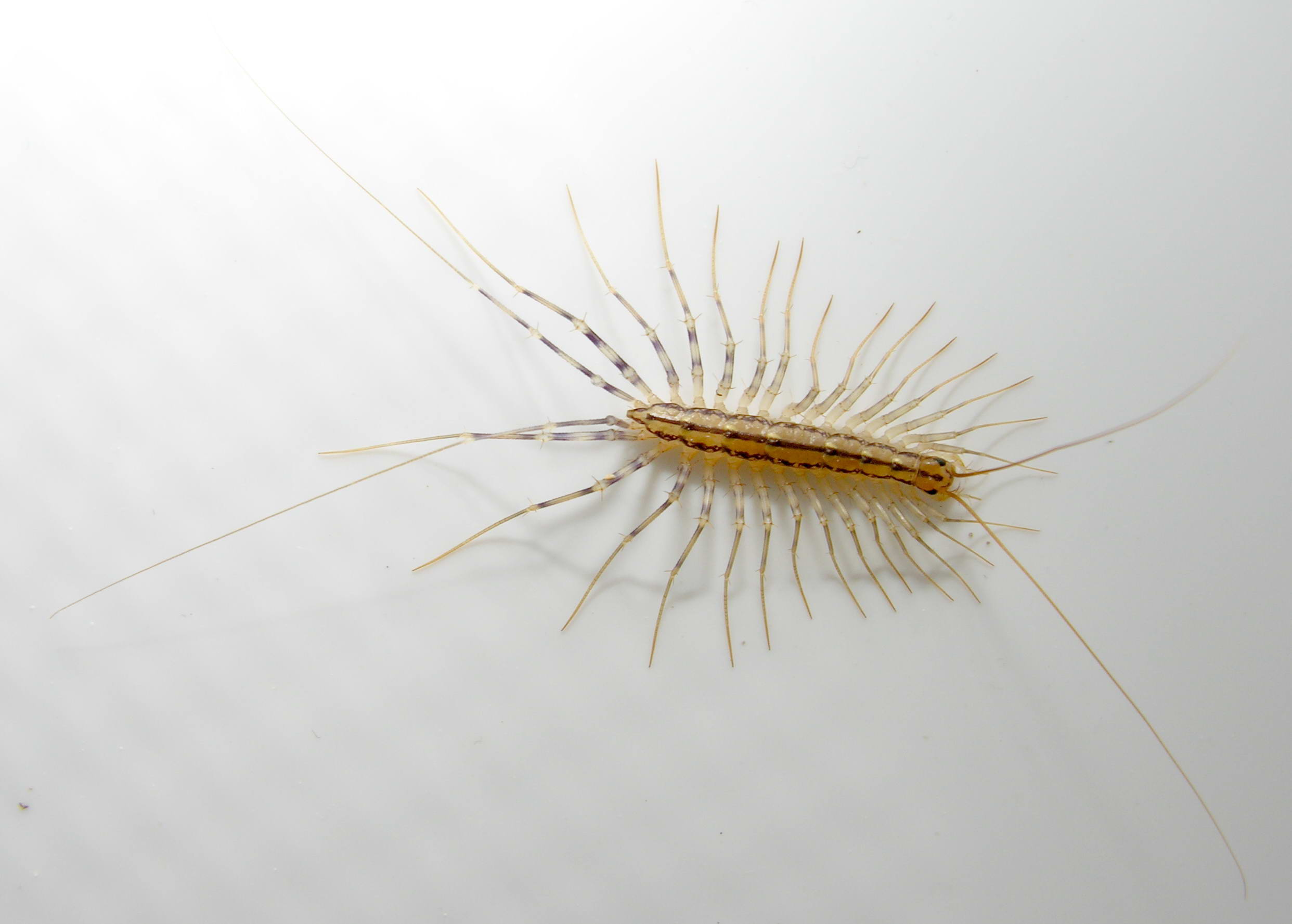
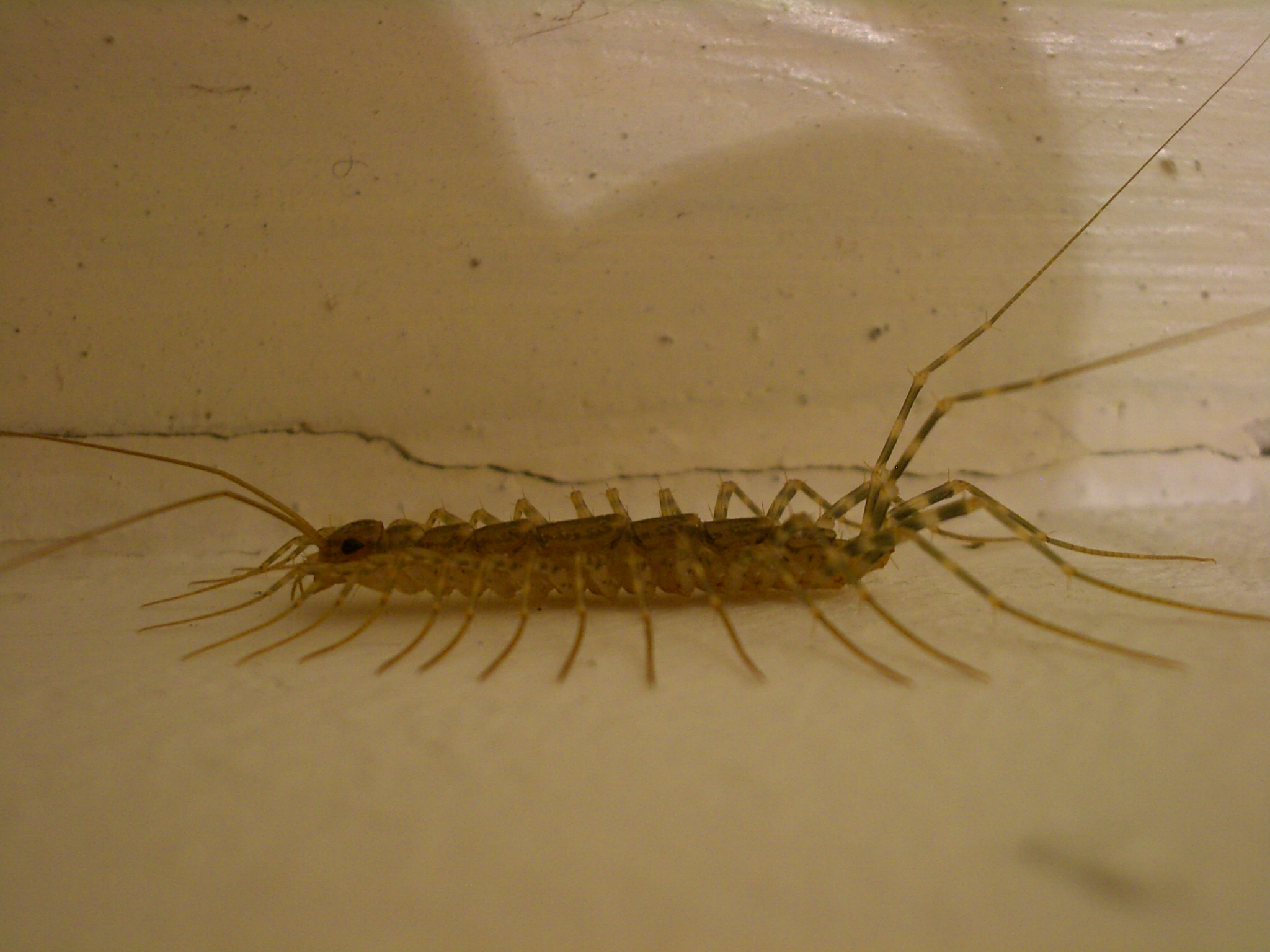
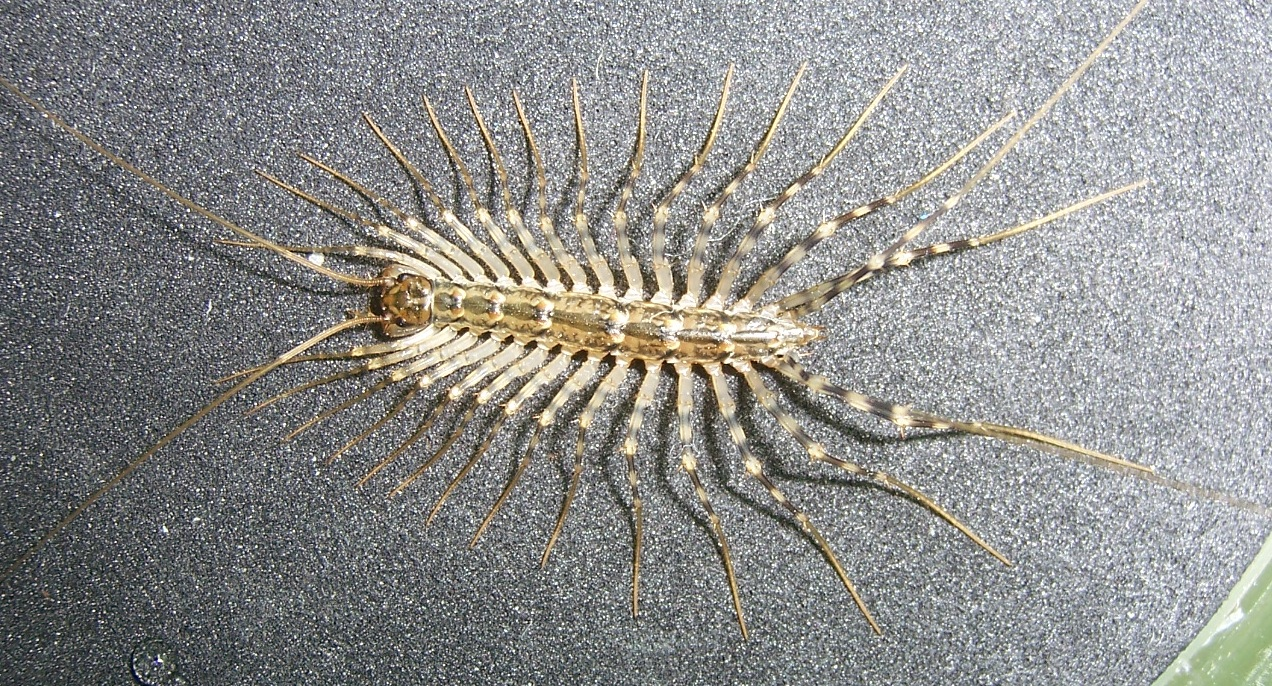
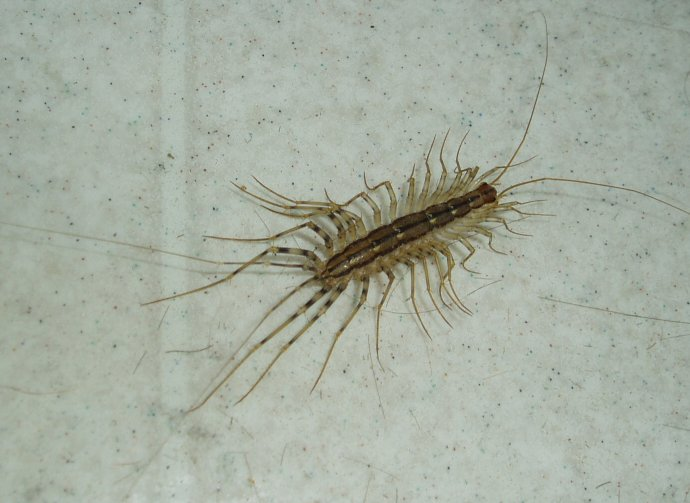
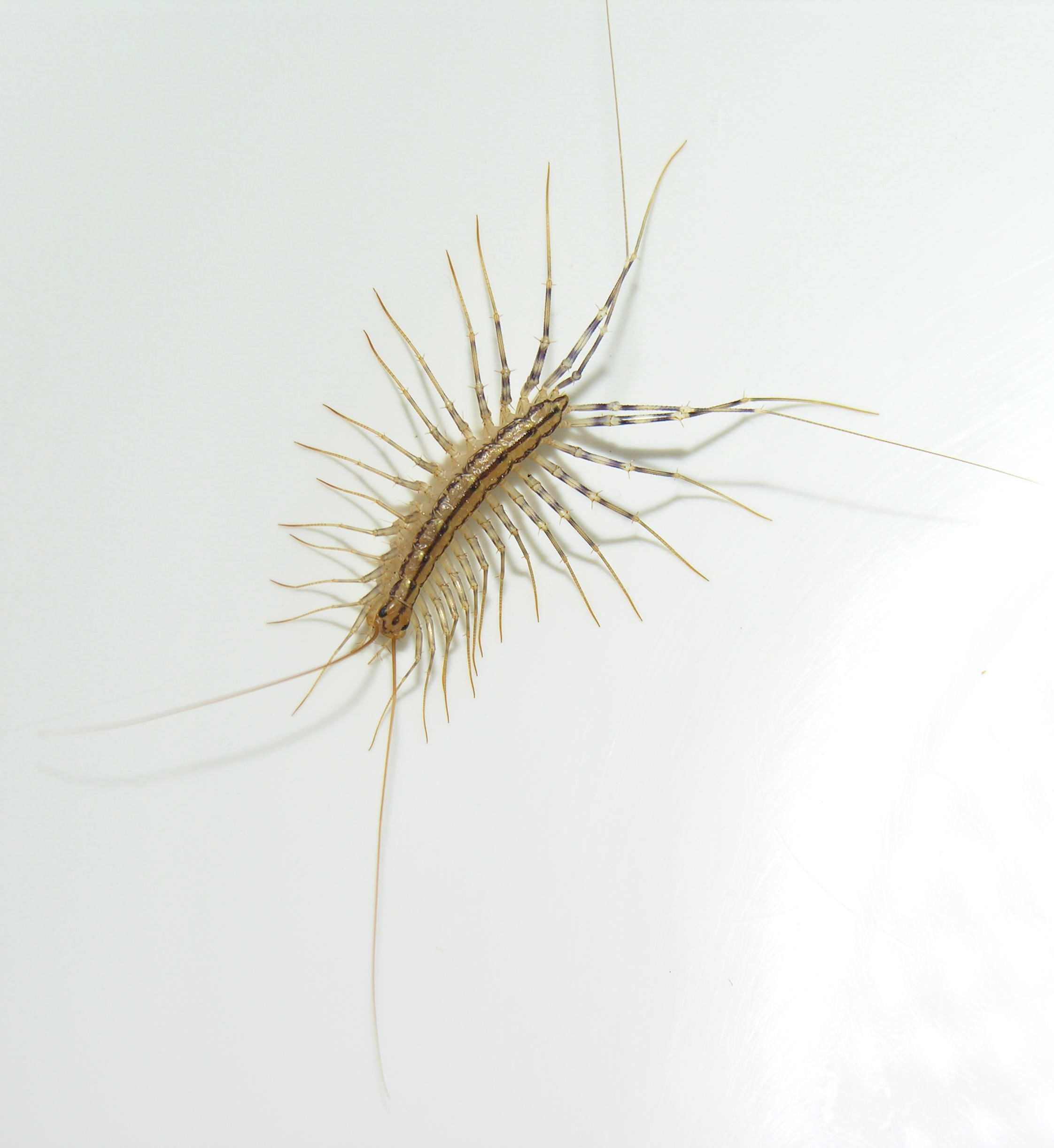
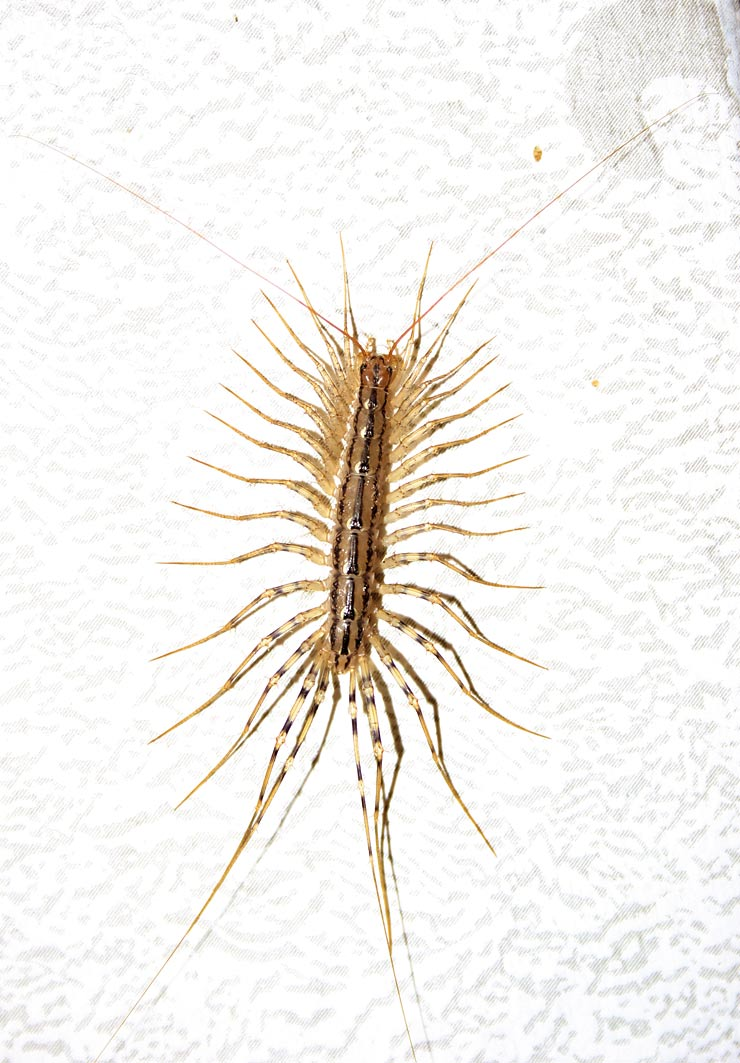
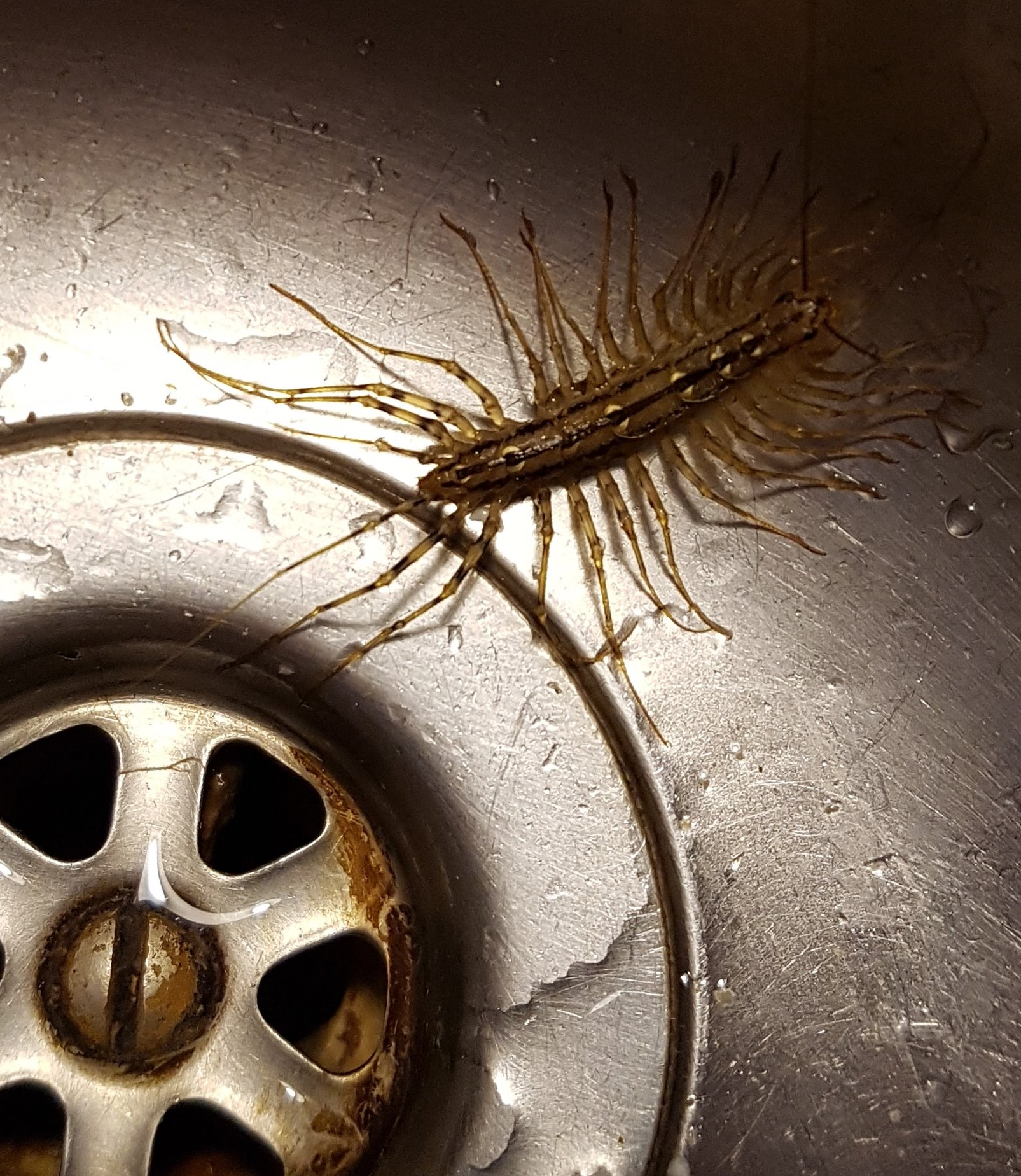